# Veslanje na OI 2004.
Veslanje na Olimpijskim igrama u Ateni 2004. godine se održavalo na jezeru Schinias, pedesetak kilometara sjeverno od Atene. U natjecanju je sudjelovalo 550 veslača i veslačica u 14 disciplina.
Medalje su osvojili predstavnici 22 države, od kojih je najuspješnija bila Rumunjska s tri zlatne medalje. Još su dosta uspjeha imali predstavnici veslačkih velesila Njemačke, Velike Britanije i Australije s po četiri osvojene medalje. I Hrvatska je bila među osvajačima medalja: srebro u dvojcu bez kormilara su osvojili braća Siniša i Nikša Skelin.
Rumunjka Elisabeta Lipa je na ovim Igrama osvojila svoje četvrto uzastopno zlato, te peto ukupno. S obzirom na to da je prvo zlato osvojila na Igrama u Los Angelesu 1984. godine time je osvojila zlatne medalje na OI u razmaku od 20 godina, što je rijedak uspjeh. Ujedno je s 39 godina postala i najstarija osvajačica zlatne medalje u veslanju, ali i najstarija sportašica sa zlatom na OI u sportovima izdržljivosti uopće.
Četvrto zlato za redom su na ovim Igram još osvojili Mathew Pinsent iz Velike Britanije (disciplina četverac bez kormilara) te Kathrin Boron iz Njemačke (disciplina četverac skul).

## Osvajači medalja

### Muški
| Disciplina                          | Zlato | Srebro | Bronca |
| Samac                               | Norveška Olaf Tufte | Estonija Jüri Jaanson | Bugarska Ivo Yanakiev |
| Dvojac na pariće                    | Francuska Sebastien Vieilledent Adrien Hardy                                                                                     | Slovenija Luka Špik Iztok Čop | Italija Rossano Galtarossa Alessio Sartori |
| Dvojac na pariće laki veslači       | Poljska Tomasz Kucharski Robert Sycz                                                                                             | Francuska Fréderic Dufour Pascal Touron | Grčka Vasileios Polymeros Nikolaos Skiathitis                                                                                                  |
| Četverac skul                       | Rusija Nikolai Spinev Igor Kravtsov Alekseij Svirin Sergej Fedorovtsev                                                           | Češka David Kopriva Tomas Karas Jakub Hanak David Jirka | Ukrajina Sergij Grin Sergij Bilushchenko Oleg Lykov Leonid Shaposhnikov                                                                        |
| Dvojac bez kormilara                | Australija Drew Ginn James Tomkins                                                                                               | Hrvatska Siniša Skelin Nikša Skelin | Južnoafrička Republika Donovan Cech Ramon di Clemente                                                                                          |
| Četverac bez kormilara              | Velika Britanija Steve Williams James Cracknell Ed Coode Matthew Pinsent                                                         | Kanada Cameron Baerg Thomas Herschmiller Jake Wetzel Barney Williams | Italija Lorenzo Porzio Dario Dentale Luca Agamennoni Raffaello Leonardo                                                                        |
| Četverac bez kormilara laki veslači | Danska Thor Kristensen Thomas Ebert Stephan Moelvig Eskild Ebbesen                                                               | Australija Glen Loftus Anthony Edwards Ben Cureton Simon Burgess | Italija Lorenzo Bertini Catello Amarante Salvatore Amitrano Bruno Mascarenhas                                                                  |
| Osmerac                             | SAD Jason Read Wyatt Allen Chris Ahrens Joseph Hansen Matt Deakin Dan Beery Beau Hoopman Bryan Volpenhein Pete Cipollone (korm.) | Nizozemska Matthijs Vellenga Gijs Vermeulen Jan-Willem Gabriels Daniel Mensch Geert Jan Derksen Gerritjan Eggenkamp Diederik Simon Michiel Bartman Chun Wei Cheung (korm.) | Australija Stefan Szczurowski Stuart Reside Stuart Welch James Stewart Geoff Stewart Boden Hanson Mike McKay Steve Stewart Michael Too (korm.) |

### Žene
| Disciplina                      | Zlato | Srebro | Bronca |
| Samac                           | Njemačka Katrin Rutschow-Stomporowski | Bjelorusija Ekaterina Karsten | Bugarska Rumyana Nekyova |
| Dvojac na pariće                | Novi Zeland Georgina Evers-Swindell Caroline Evers-Swindell                                                                                          | Njemačka Peggy Waleska Britta Oppelt | Velika Britanija Sarah Winckless Elise Laverick |
| Dvojac na pariće lake veslačice | Rumunjska Constanta Burcica Angela Alupei | Njemačka Daniela Reimer Claudia Blasberg                                                                                                | Nizozemska Kirsten van der Kolk Marit van Eupen |
| Četverac skul                   | Njemačka Kathrin Boron Meike Evers Manuela Lutze Kerstin El Qalqili                                                                                  | Velika Britanija Alison Mowbray Debbie Flood Frances Houghton Rebecca Romero                                                            | Australija Dana Faletic Rebecca Sattin Amber Bradley Kerry Hore                                                                                                  |
| Dvojac bez kormilarke           | Rumunjska Georgeta Damian Viorica Susanu | Velika Britanija Katherine Grainger Cath Bishop                                                                                         | Bjelorusija Yuliya Bichyk Natallia Helakh |
| Osmerac                         | Rumunjska Rodica Florea Viorica Susanu Aurica Barascu Ioana Papuc Liliana Gafencu Elisabeta Lipa Georgeta Damian Doina Ignat Elena Georgescu (korm.) | SAD Kate Johnson Samantha Magee Megan Dirkmaat Alison Cox Caryn Davies Laurel Korholz Anna Mickelson Lianne Nelson Mary Whipple (korm.) | Nizozemska Froukje Wegman Marlies Smulders Nienke Hommes Hurnet Dekkers Annemarieke van Rumpt Annemiek de Haan Sarah Siegelaar Helen Tanger Ester Workel (korm.) |